# Полный рот воздуха
Полный рот воздуха (англ. A Mouthful of Air) — американский психологический драматический фильм 2021 года, написанный, снятый и спродюсированный Эми Коппельман по мотивам её одноимённого романа 2003 года. В ролях Аманда Сейфрид, Финн Уиттрок, Дженнифер Карпентер, Майкл Гэстон, Эми Ирвинг и Пол Джаматти.
Он был выпущен 29 октября 2021 года компанией Stage 6 Films.

## Сюжет
Накануне первого дня рождения своего маленького сына Джули Дэвис переживает попытку самоубийства. В следующие недели своего выздоровления она пытается выразить благодарность за положительные моменты в жизни, но продолжает страдать от постоянной тревожности. Джули обнаружила, что она беременна во второй раз, что заставляет её столкнуться с травмами своего воспитания.

## В ролях
- Аманда Сейфрид — Джули Дэвис
  - Кейт Элефант — Джули Дэвис в детстве
- Финн Уиттрок — Этан Дэвис
- Эми Ирвинг — Бобби Дэвис
- Дженнифер Карпентер — Люси
- Пол Джаматти — доктор Сильвестр
- Бритт Робертсон — Рэйчел Дэвис
- Элиот Самнер — Донатс
- Алисия Рейнер — Пэм
- Майкл Гэстон — Рон
- Джош Хэмилтон — доктор Зальцман

## Производство
В сентябре 2019 года было объявлено, что Аманда Сейфрид, Финн Уиттрок, Эми Ирвинг, Дженнифер Карпентер и Пол Джаматти присоединились к актёрскому составу фильма, а Эми Коппельман сняла фильм по написанному ею сценарию. Основные съёмки начались в сентябре 2019 года.

## Выпуск
В апреле 2021 года Sony Pictures Worldwide Acquisitions приобрела права на распространение фильма по всему миру. Он был выпущен 29 октября 2021 года.

## Критика
Согласно агрегатору рецензий Rotten Tomatoes, 68% из 31 критиков дали фильму положительную рецензию со средней оценкой 6,2/10. Консенсус критиков сайта гласит: «Полный рот воздуха не так эмоционально эффективен, как мог бы быть, но разрушительное выступление Аманды Сейфрид придаёт истории вес». На Metacritic фильм получил средневзвешенную оценку 52 из 100 на основе мнений 11 критиков, что указывает на «смешанные или средние отзывы».
Дэвид Эрлих из IndieWire раскритиковал использование в фильме мелодрамы, но похвалил игру Сейфрид, написав, что она «отходит от театральности в пользу чего-то более честного и расстраивающего» и «ведёт каждую сцену с такой возбудимой степенью страха и хрупкости». Питер Брэдшоу из The Guardian был более критичен, заявив, что для написания фильма «требовался менее чувствительный хороший вкус и более откровенная страсть к повествованию». Наталья Винкельман из The New York Times написала, что «портрет депрессии в фильме часто кажется таким же поверхностным, как и его начальный образ: широкие голубые глаза Джули с единственной слезой, стекающей по её щеке».